# Білозерський сільський округ
Білозе́рський сільський округ (каз. Белозер ауылдық округі, рос. Белозерский сельский округ) — адміністративна одиниця у складі Костанайського району Костанайської області Казахстану. Адміністративний центр — село Білозерка.
Населення — 1018 осіб (2021; 1621 у 2009, 1628 у 1999, 1991 у 1989).
Станом на 1989 рк існувала Білозерська сільська рада (села Баликти, Білозерка, Сергієвка).

## Склад
До складу округу входять такі населені пункти:
| Населений пункт | Старі назви | Населення, осіб (1989) | Населення, осіб (1999) | Населення, осіб (2009) | Населення, осіб (2021) |
| --------------- | ----------- | ---------------------- | ---------------------- | ---------------------- | ---------------------- |
| Баликти, село   | -           | 420                    | 345                    | 297                    | 281                    |
| Білозерка, село | -           | 993                    | 880                    | 783                    | 297                    |
| Сергієвка, село | -           | 578                    | 403                    | 541                    | 440                    |